# Gliese 832 c
 Gliese 832 c, även känd som Gl 832 c eller GJ 832 c, är en exoplanet som snurrar runt stjärnan Gliese 832. Den ligger 16 ljusår bort från Jorden. Temperaturen antas vara lik förhållandena på Jorden (mellan -40 och +7 grader Celsius), och planeten är ungefär fem gånger större än Jorden. Den är potentiellt beboelig, och den har en ESI på 0.81.
Hittills är det den femte närmaste kända potentiellt beboeliga exoplaneten till Jorden. Den närmast potentiella beboeliga exoplaneten är Proxima Centauri b.

## Beboelighet
Planeten är en superjordsmassa-planet som kretsar i sin stjärnas bebodda zon. Även om den kretsar kring sin stjärna mycket närmare än Jorden kretsar kring solen, kretsar den om en röd dvärg och får ungefär lika mycket energi från den som Jorden gör från sin stjärna.
Dess värdstjärna (Gliese 832) har 45% av solens massa och som ett resultat har stjärnor som Gliese 832 förmågan att leva upp till 50-60 miljarder år, 5-6 gånger längre än solen kommer att leva.

### Fotnoter
1. ↑  Martin Mederyd Hårdh (26 juli 2015). ”Här är planeterna som är mest lika Jorden”. Svenska dagbladet. http://www.svd.se/har-ar-planeterna-som-ar-mest-lika-jorden. Läst 1 september 2015.
2. ↑  http://www.sci-news.com/astronomy/science-gliese832c-potentially-habitable-super-earth-02029.html | Gliese 832c: Potentially Habitable Super-Earth Discovered 16 Light-Years Away | June 26, 2014
3. 1 2 3  June 2014, Mike Wall 25. ”Nearby Alien Planet May Be Capable of Supporting Life” (på engelska). Space.com. https://www.space.com/26357-exoplanet-habitable-zone-gliese-832c.html. Läst 30 april 2021.
4. ↑  Adams, F. C.; Graves, G. J. M.; Laughlin, G. (2004-12-01). Red Dwarfs and the End of the Main Sequence. "22". sid. 46–49. http://adsabs.harvard.edu/abs/2004RMxAC..22...46A. Läst 30 april 2021.